# Burke County (North Carolina)
 For alternative betydninger, se Burke County. (Se også artikler, som begynder med Burke County)
Burke County er et county i den vestlige del af North Carolina i USA. Det administrative centrum (county seat) er byen Morganton. 
Burke County er en  del af Hickory-Lenoir-Morganton Metropolitan Statistical Area
De første europæiske bosættelser i det, der i dag er North Carolina, fandt sted i 1567, da en spansk ekspedition under ledelse af Juan Pardo, byggede Fort  San Juan, der hvor nu Morganton ligger.

## Historie
Der har boet indianere i området i flere tusinde år. Oprindelige amerikanere fra Mississippi-kuluren og denne kulturs forgængere,  har boet i området  i hvert fald i 8.000 år. Et af Nordamerikas største "højbygger" samfund, lå ved Joara, et 49.000 m2 stort område nær Morganton. Det var centeret for den største oprindelige amerikanske bebyggelse, der kan spores tilbage til omkring år 1000 og som eksisterede gennemde følgende to århundreder.
I 1567 kom en spansk ekspedition til området. Den var udsendt af guvernøren over den spanske koloni Santa Elena (nu Parris Island i South Carolina), og var under ledelse af Kaptajn Juan Pardo. Ekspeditionen krævede området til det, der blev kaldt Spansk Florida, og byggede et fort nær det nuværende Morganton. Her efterlod Pardo ca. 30 mand til at bemande fortet. Han byggede yderligere fem forter i området, som alle blev bemandet med soldater fra hans 120 mand store styrke.  Allerede året efter, i 1568, blev fortet angrebet af indianere, som dræbte alle soldaterne og brændte fortet ned, og inden for få måneder var alle de spanske forter ødelagt og alle de hvide, bortset fra én, blev dræbt.   Inden de blev slået ihjel, havde de hvide soldater imidlertid nået at smitte indianerne med sygdomme, som de ikke var immune overfor, hvilket udryddede store dele af den oprindelige befolkning. De få, der overlevede, blev optaget i andre stammer længere væk, og det efterlod området nærmest mennesketomt i mange år. Først 200 år senere kom der igen europæere til området, denne gang mest engelske, skotske, irske og tyske kolonister, der indvandrede fra kolonierne nord og syd for området.
I 1663 blev The Colony of Carolina oprettet; i  1710 blev kolonien opdelt i North Carolina og South Carolina, og i 1727 blev North Carolina en såkaldt "kongelig koloni". I 1776 erklærede kolonierne deres uafhængighed af Storbritannien, og i 1777 blev Burke County oprettet ved at en del af kolonitidens Rowan County blev udskilt. Det fik navn efter Thomas Burke, som var områdets delegerede ved Den Kontinentale Kongres mellem 1777 og 1781. Thomas Burke blev senere valgt som North Carolinas guvernør. Den vestlige del af det såkaldte Piedmont område blev befolket af især skotsk-irske og tyske selvejerbønder, som primært drev deres landbrug uden brug af slaver.
Indbyggere fra Burke County deltog under Den Amerikanske Frihedskrig i Slaget ved Kings Mountain i South Carolina. Sammen med indbyggere fra andre dele af Blue Ridge Moutains besluttede de sig for ikke at vente på at blive angrebet af de britiske styrker under major Patrick Ferguson. I stedet gik de selv "over bjergene" og angreb Fergusons styrke.
I 1831 til 1833 var Morganton skueplads for en berømt retssag, der endte med henrettelsen af den kun 18 eller 19-årige Frances "Frankie" Stewart Silver den 12. Juli 1833. Hun blev dømt for at have myrdet sin da 19-årige ægtemand i december 1830, da hun selv kun var 15 eller 16. Sagen er en af de sager fra perioden, der stadig giver anledning til såvel spekulationer som myter.
Ved den første folketælling i 1790 var befolkningstallet i Burke County 8.106. Derefter steg det frem til 1840, hvor det var næsten fordoblet til 15.799. I 1850 var tallet dog mere end halveret  til 7.772, men derefter er det steget kontinuert frem til den seneste folketælling i 2010.
Efterhånden som befolkningen voksede, blev Burke County opdelt i andre og mindre enheder. I 1791 blev dele af Burke County slået sammen med dele af Rutherford County for at danne Buncombe County. I 1833 blev dele af Burke County og Buncombe County slået sammen for at danne Yancey County. I 1841 blev dele af Burke County slået sammen med dele af Wilkes County for at danne Caldwell County. I 1842 blev yderligere dele af Burke County og Rutherford County slået sammen for at danne McDowell County og endeligt i 1861 blev dele af Burke, Caldwell, McDowell, Watagua County og Yancey County slået sammen for at danne Mitchell County.

## Geografi
I dag dækker Burke County et område på 1.330 km2, hvoraf ca. 21 km2 er vand, mens resten er land. Dele af de to søer Lake James og Lake Rhodiss ligger inden for Burke County's grænser. En del af Burke County ligger i Blue Ridge Moutains, og syd for Morganton omfatter Burke County en stor del af South Mountain State Park, hvor der tidligere blev gravet guld. 
Table Rock er en markant bjergtop i området. Bjerget ligger på på den østlige kant af kløften Linville Gorge, som er en del af Pisgah National Forest, og det kaldes "det mest synlige symbol i området."
Ikke langt fra Linville Gorge ligger Brown Mountain, som er kendt for mystiske lys, der endnu ikke har fundet en sikker, videnskabelig forklaring, selv om mange er forsøgt.
Fra øst mod vest krydses Burke County af Interstate Highway 40, og også U.S. Highway 64 og U.S. Highway 70  samt nogle mindre U.S. Highways går gennem countiet.

### Tilgrænsende counties
Burke County grænser op til
- Avery County mod nordvest
- Caldwell County mod nord
- Catawba County mod øst
- Lincoln County mod sydøst
- Cleveland County mod syd
- Rutherford County mod sydvest
- McDowell County mod vest

### Beskyttede områder
Burke County omfatter dele af to nationalt beskyttede områder
- Blue Ridge Parkway
- Pisgah National Forest

### Byer og Byområder
Burke County har kun to større byer, Morganton med knap 17.000 indbyggere og Hickory med 40.000. Derudover findes en række mindre byer og byområder, blandt andre Linville,  Lovelady, Quaker Meadows og Valdese.

## Befolkning
Ved folketællingeniI 2010 var der 90.912 indbyggere i Burke County. I 2014 var det estimerede befolkningstal 89.486.   Det svarer til en befolkningstæthed på 29 indbyggere pr. km2.  Kønsfordelingen var helt lige. For hver 100 kvinder var der 100 mænd; dog kun 98 mænd for hver kvinde i aldersgruppen over 18.
Befolkningen var fordelt på 84 % hvide, 7 % afroamerikanere, 3,5 % asiater mens resten var af spansk oprindelse, oprindelige amerikanere, og andre oprindelser.  Af indbyggerne var 24 % under 18 år, 9 % mellem 18 og 24, 30 % mellem 25 og 44, 24% mellem 45 og 64 og  13% 65 eller derover.

## I populærkulturen
Mange scener fra filmen Den sidste Mohikaner fra 1992 blev optaget i Burke county. Nær Lake James blev der opført et fort i fuld størrelse til brug for filmen. Fortet blev senere fjernet igen og området blev tilplantet med træer. En stor del af filmens statister, var indbyggere I Burke County. 
I den afsluttende scene i filmen Jagten på Røde Oktober fra 1990 blev baggrunden optaget ved Lake James, mens skuespillerne befandt sig i Hollywood. 
Scener til The Hunger Games blev optaget ved Henry Mill River Village nær Hildebran i 2011.